# Hisaki
Lo Spectroscopic Planet Observatory for Recognition of Interaction of Atmosphere Hisaki  (火崎?) (SPRINT-A) è un telescopio spaziale giapponese operante nell'ultravioletto, gestito dall'Agenzia spaziale giapponese (JAXA). Prima missione del Programma Small Scientific Satellite, è stato lanciato il 14 settembre 2013 nel lancio inaugurale del vettore Epsilon.
Con riferimento allo strumento di bordo, è presente in letteratura anche la denominazione Extreme Ultraviolet Spectroscope for Exospheric Dynamics (EXCEED).

## Missione
Obiettivo della missione è lo studio delle atmosfere e magnetosfere dei pianeti del sistema solare attraverso un satellite posto in orbita terrestre bassa (LEO). Hisaki è munito di uno spettroscopio operante nell'ultravioletto estremo, a lunghezze d'onda comprese tra 60×10145 nm, dotato di un telescopio con specchio di 20 cm di diametro e con un campo di vista (Field of view, fdv) di 400 arcosecondi.
La missione si concentra in particolare nello studio dell'interazione del vento solare con le atmosfere del pianeti terrestri (Marte e Venere), allo scopo di determinare il tasso della fuga atmosferica, e nello studio della dinamica del plasma nella magnetosfera interna di Giove.

## Lancio
SPRINT-A è stato lanciato il 14 settembre 2013, 05:00 UTC, dal Centro spaziale di Uchinoura, a bordo di un vettore Epsilon, al suo lancio inaugurale. Un primo tentativo di lancio, programmato per il 22 agosto e rinviato al 27 dello stesso mese, era stato interrotto a pochi secondi dall'accensione del razzo.
Posto in orbita con successo, successivamente al dispiegamento dei pannelli fotovoltaici, il satellite è stato rinominato Hisaki (che può essere tradotto come oltre il sole).